# Monomontia granifrons
Monomontia granifrons is een hooiwagen uit de familie Triaenonychidae.